# Piano Sutras
Piano Sutras ist ein Jazzalbum von Matthew Shipp. Die am 20. Februar 2013 in den Park West Studios, Brooklyn entstandenen Aufnahmen erschienen am 24. September 2013 auf Thirsty Ear.

## Hintergrund
Piano Sutras war das erste Soloalbum des Pianisten Matthew Shipp nach zwei Alben, die 2010 veröffentlicht wurden: das Studioalbum 4D auf Thirsty Ear und der Moskauer Konzertmitschnitt Creation Out of Nothing für das Label SolYd.
In seiner Rezension wies Bill Beuttler (JazzTimes) auf Matthew Shipps abschätzige Talkhouse-Rezension von Keith Jarretts Trio-Album Somewhere hin, das ebenfalls 2013 erschienen war. Über Jarretts Solo-Klavieraufnahmen der 1970er-Jahre urteilte Shipp: „Er schien mir nie ein bestimmtes Sprachsystem geformt zu haben, sondern schien jemand zu sein, der viele Klavierkünste hatte und viele Kunstgriff aus der klassischen Musik kannte, ein paar Jazz-Fertigkeiten hatte und bei Bedarf eine Linie in Gang bringen konnte.“ Der Autor wies in diesem Zusammenhang darauf hin, dass Shipp nicht nur eine eigene Sprache entwickelt habe, sondern auch vielfältige Einflüsse von anderen Künstlern verarbeite, die ebenfalls vom herkömmlichen Jazzpiano entfernt seien. Die perkussive Eröffnung von Angelic Brain Cell erinnere etwa an Cecil Taylor. Seine an Filmmusik erinnernde Nutzung von Raum und üppigen, anhaltenden Akkorden auf Titeln wie Surface to Curve und Space Bubble, klinge dagegen wie das Spiel von Ran Blake. Shipps Interpretation von John Coltranes Giant Steps werde verlangsamt dargeboten, damit man erkennen könne, welche Songkonstruktion Coltrane mit dieser Komposition entwickelt habe.
S. Victor Aaron wies darauf hin, dass im Hinduismus die Sutras eine Sammlung von Aphorismen sind, die Anleitungen zur Führung unseres Lebens geben, „ein knappes Sprichwort, das eine allgemeine Wahrheit oder eine kluge Beobachtung verkörpert“.

## Titelliste
- Matthew Shipp: Piano Sutras (Thirsty Ear THI57207.2)
  1. Piano Sutras, 4:46
  2. Cosmic Shuffle, 5:55
  3. Surface to Curve, 3:48
  4. Blue to a Point, 4:50
  5. Cosmic Dust, 2:57
  6. Giant Steps (John Coltrane), 1:11
  7. Uncreated Light, 3:48
  8. Fragment of a Whole, 4:34
  9. Space Bubble, 4:32
  10. Nefertiti (Wayne Shorter), 2:18
  11. Angelic Brain Cell, 5:49
  12. Silent Cube, 3:45
  13. The Indivisible, 3:58
- Alle anderen Kompositionen stammen von Matthew Shipp.

## Rezeption
Nach Meinung von S. Victor Aaron (Something Else!) legt Matthew Shipp mit seinem Klavier einige knappe, prägnante Wahrheiten und Beobachtungen in dieser neuen Sammlung fest, die zu Recht Piano Sutras genannt werden können. Shipp hebe sich über das überfüllte Feld solcher Solo-Piano-Darbietungen anderer hervor, „weil seine Ausdrucksweise ganz seine eigene ist. Sein Spiel hat einen Zweck: Jeder Begriff oder Ausdruck, den er macht, setzt den nächsten. Er lotet die emotionalen Tiefen seines Instruments mit paradoxerweise scharfem Verstand aus.“
Thom Jurek verlieh dem Album in Allmusic vier Sterne und schrieb: „Piano Sutras bietet 13 relativ prägnante Stücke von Shipp Solo und bietet eine breite Palette seiner musikalischen Gedanken, wie sie im Moment stattfinden. Er nähert sich seinen Kompositionen mit Absicht, unabhängig von der Form, in der sie beginnen oder sich auflösen.“ Insgesamt sei Piano Sutras lehrreich, so Jurek Resümée; es zeige Shipps musikalischen Dialog mit dem Hörer als evolutionär. Es biete einen schrittweisen Einblick in seinen Entdeckungsprozess und den Beweis seiner Meisterschaft, wenn er seinen fein abgestimmten Gehörsinn kinetisch anwende.

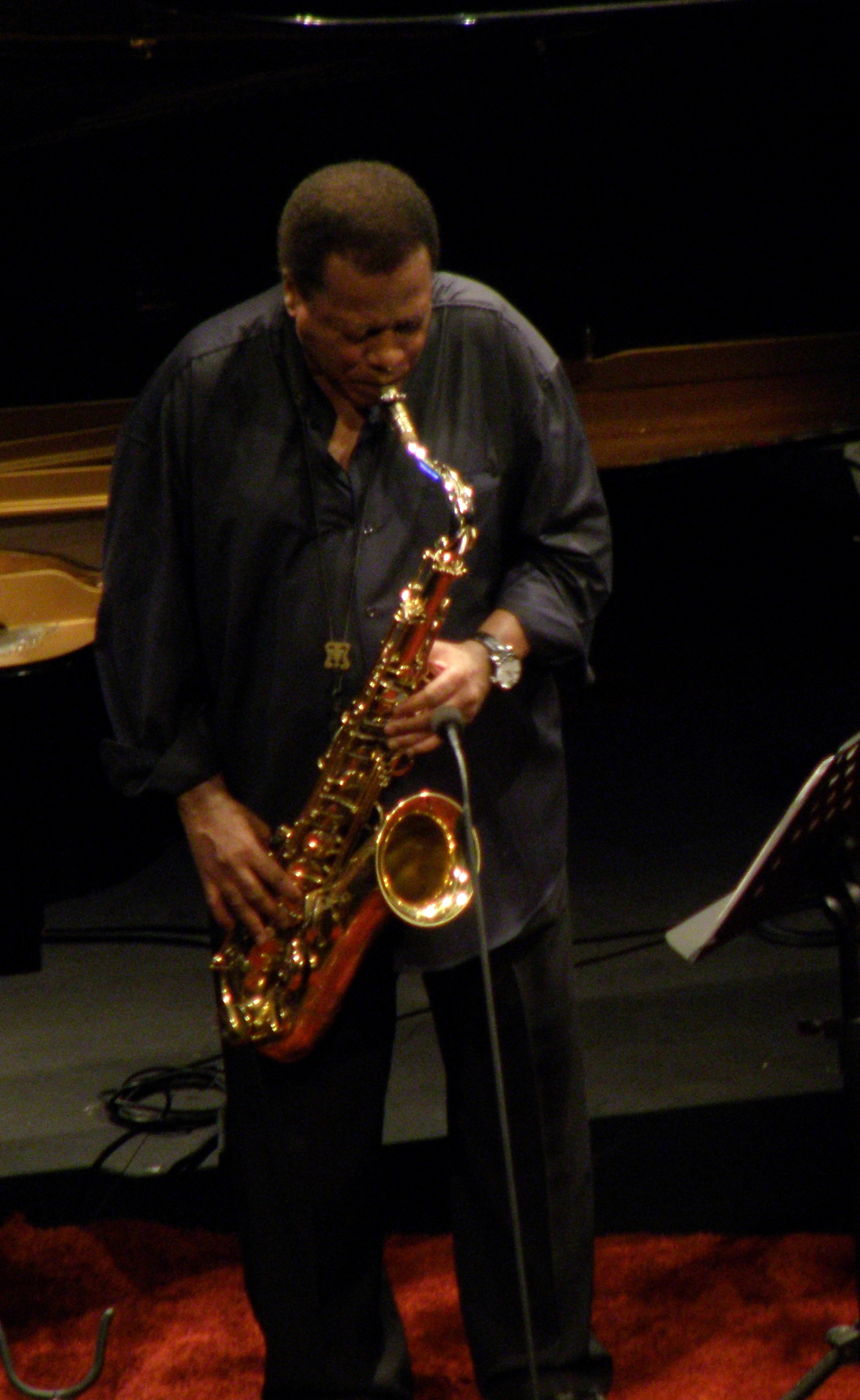
Wayne Shorter bei einem Auftritt im Teatro degli Arcimboldi.2010

Nach Ansicht von John Sharpe, der das Album in All About Jazz rezensierte, ähnele von all seinen Solo-Unternehmungen Piano Sutras am meisten dem Album Un Piano (RogueArt, 2008), da es sich um eine Reihe spontaner Improvisationen handele. Auch wenn die 13 Stücke nicht zum Mitpfeifen anregen würden, hätten viele einen besonders lyrischen Kern, meint Sharpe. So komme die bluesige Eröffnungsfigur von Blue to a Point für Shipps Verhältnisse der Konvention recht nahe. Zwei Standards würden von der Form abweichen und seien eine kurze Hommage an die Jazztradition. „In etwas mehr als einer Minute hat Shipp gerade noch Zeit, zweimal zart durch das Thema von John Coltranes „Giant Steps“ zu spielen, was keinerlei Neigung zeigt, sich auf die notorisch unruhigen Akkordwechsel einzulassen.“ Später im Programm erfülle Wayne Shorters Nefertiti eine vergleichbare Funktion und fungiere als melodische Meilenstein auf einer brütenden, zwingenden Reise, die sich lohne, so das Resümee des Autors.
Bill Beuttler schrieb in JazzTimes, die beiden Coverversionen des Albums seien nichts anderes als die berühmten Originale; Shipp verwandele Giant Steps in ein langsames, hübsches Zwischenspiel, das etwas mehr als eine Minute dauere. Seine Interpretation von Nwfertiti sei sowohl abenteuerlich als auch zugänglich und nicht zuletzt von Wayne Shorter oder Herbie Hancock eingeschüchtert. Piano Sutras werde Jarretts The Köln Concert wahrscheinlich nicht von den Playlists der meisten Jazzfans verdrängen, resümiert der Autor; „aber es ist überraschend gut für Musik, die so kompromisslos ehrgeizig und originell ist.“
Bill Layman (Pop Matters) lobte, das Album enthalte „kurze und dynamische Solo-Klavierstücke des ikonoklastischen und brillanten Jazzspielers, die sich für die Ewigkeit zunehmend wie ein klassischer, reifer Spieler anhören.“ Die Veröffentlichung sei ein atemberaubender Solo-Klavierabend, schrieb Layman weiter, möglicherweise „ein Klassiker, die Art von Platte, über die wir Jahrzehnte später sprechen und die wir füreinander spielen. Piano Sutras ist ein herrlicher, großzügiger, voll ausgereifter Ausdruck von Kreativität, der nur von einem Künstler stammen konnte. Es ist so gut und abenteuerlich wie Jazz 2013 klingen wird.“